# 안고
안고(安固, ? ~ ?)는 고구려(高句麗) 말기의 무장으로 고구려-당 전쟁때 활약하였으며 생몰연대는 미상이다.
654년(보장왕 13년) 10월 보장왕의 명을 받아 군사를 이끌고 말갈병과 함께 거란을 공격하였다. 그러나 거란의 송막도독(松漠都督) 이굴가(李窟哥)의 분전으로 인해 고구려 군대는 신성(新城, 오늘날 赤峰 인근)에서 패퇴하였다.